# Chéry-lès-Pouilly
Chéry-lès-Pouilly település Franciaországban, Aisne megyében. Lakosainak száma 737 fő (2022. január 1.). Chéry-lès-Pouilly Assis-sur-Serre, Aulnois-sous-Laon, Barenton-Cel, Chalandry, Couvron-et-Aumencourt, Crécy-sur-Serre, Pouilly-sur-Serre és Vivaise községekkel határos.

## Népesség
A település népességének változása:
| Lakosok száma | 633  | 702  | 702  | 658  | 689  | 702  | 710  | 721  | 726  | 737  |
|               | 1968 | 1982 | 1990 | 2006 | 2013 | 2015 | 2017 | 2019 | 2020 | 2022 |